# Deccan 360
Deccan 360 también conocida como Deccan Express Logistics es una aerolínea de carga con base en Bangalore, India.

## Historia
Deccan 360 comenzó a operar en mayo de 2009, la aerolínea fue fundada por el Capitán G.R. Gopinath, antiguo propietario de Air Deccan, actualmente parte de Kingfisher Airlines.

## Destinos
Ciudades servidas por Deccan 360 en agosto de 2009:
- China
  - Hong Kong - Aeropuerto Internacional de Hong Kong*

- India
  - Bangalore - Aeropuerto Internacional de Bangalore
  - Madrás - Aeropuerto Internacional de Chennai
  - Delhi - Aeropuerto Internacional Indira Gandhi
  - Bombay - Aeropuerto Internacional Chhatrapati Shivaji (hub)
  - Nagpur - Aeropuerto Internacional Dr. Ambedkar
- Emiratos Árabes Unidos
  - Dubái - Aeropuerto Internacional de Dubái*

* Las rutas internacionales están temporalmente suspendidas.